# 尼韋爾卡
48°42′25″N 26°14′18″E / 48.70694°N 26.23833°E
尼韋爾卡（烏克蘭語：Ніверка），是烏克蘭的村落，位於該國西部赫梅利尼茨基州，由卡緬涅茨-波多利斯基區負責管轄，始建於1923年，面積0.84平方公里，2001年人口249，人口密度每平方公里295.4人。